# Myriotrema microphthalmum
Myriotrema microphthalmum är en lavart som först beskrevs av Johannes Müller Argoviensis, och fick sitt nu gällande namn av Nagarkar & Hale 1989. Myriotrema microphthalmum ingår i släktet Myriotrema och familjen Thelotremataceae.   Inga underarter finns listade i Catalogue of Life.